# Histoire d'Athènes
 (février 2022).

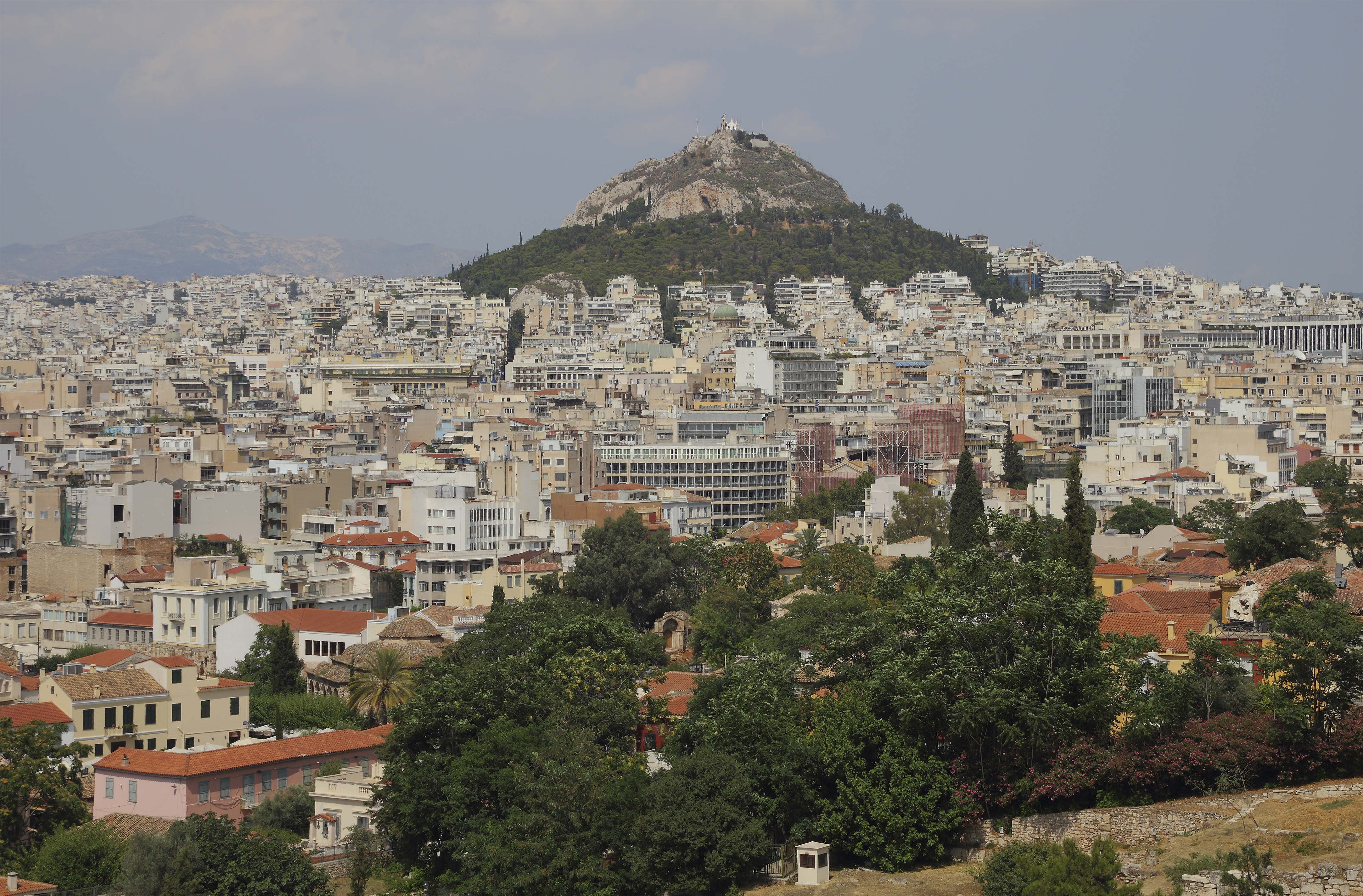
Vue d’Athènes depuis l’Acropole (au fond le mont Lycabette).

L’histoire d’Athènes offre un vaste champ d'investigation aux spécialistes, vu le très grand nombre de documents, de monuments et d'artefacts arrivés à leur connaissance.
Athènes a été habitée sans interruption pendant au moins 3 000 ans. Au Ier millénaire av. J.-C., elle est devenue une des principales villes de la Grèce antique et ses accomplissements culturels durant le Ve siècle av. J.-C. ont créé les bases de la civilisation européenne.
Pendant l'Antiquité tardive, la ville déclina avant de se rétablir sous l'Empire byzantin. Athènes a également tiré bénéfice du commerce italien après les croisades. Après une longue période de déclin sous l'Empire ottoman, Athènes a de nouveau émergé au XIXe siècle comme capitale de l'État grec moderne et un grec sur cinq vit dans l'agglomération athénienne au début du XXIe siècle.

## Étymologie, origines et géographie
La formation du toponyme viendrait de la racine indo-européenne ath- signifiant probablement « tête » ou « sommet », puisque la forteresse de l’Acropole située au sommet de la colline du même nom, constituerait le « noyau fondateur » de la ville. Ce qui expliquerait d'ailleurs l’origine de la légende mythologique portant sur la naissance d'Athéna selon laquelle la déesse, devenue protectrice de la cité, serait sortie « armée » de la tête de Zeus. D’après Thucydide, le nom d’Athènes serait issu du pluriel grec Ἀθῆναι / athễnai, car la ville aurait pour origine, un groupement de villages qui fusionnèrent en une grande cité.
En grec ancien, la cité s’appelait donc Ἀθῆναι / athễnai et c’est sous ce nom qu’elle est devenue la capitale de l’État grec moderne. Cependant, depuis l’abandon de la katharévousa, dans les années 1970, la forme moderne Αθήνα / Athína est devenue le nom officiel de la ville au XXe siècle.
Elle est située dans une petite vallée fertile, entourée de rivières à environ 20 km du golfe Saronique, au centre des plaines céphisiennes. À l'est, on trouve le mont Hymette et au nord le mont Pentélique. Dans l’antiquité, le Céphise aujourd’hui couvert (et le plus souvent à sec) coulait à ciel ouvert dans l'enceinte de la ville.
L’Athènes antique était très petite comparée à la métropole moderne : elle occupait, intra-muros, un espace de 2 km d’est en ouest et un peu moins du nord au sud. L’Acropole, par rapport au centre de la ville, se situait au sud, et l’Agora à 400 m au nord de celui-ci, dans ce qui est aujourd’hui le quartier Monastiráki. La colline de la Pnyx, où se réunissait l’Ecclesia, assemblée des citoyens athéniens, était à l’ouest. À son apogée, la ville comptait aussi des « banlieues » extra-muros allant, au nord, jusqu’à l’actuelle place de la Concorde (Omonia).

## Préhistoire
Des traces d’occupation humaine sont attestées dès le Néolithique sur le site de l’Acropole (voir Pélasges), sous la forme d’un fortin. Mais ce n’est qu’après les invasions ioniennes que l’Attique est organisée en cités, parmi lesquelles Cécropia, la future Athènes. 
L'Acropole d'Athènes abritait peut-être un palais mycénien.
Vers 1400 av. J.-C, elle devient un centre important de la civilisation mycénienne

## Antiquité

### Naissance d'une cité
Au contraire des autres villes mycéniennes (dont Mycènes et Pylos), elle n’est ni pillée, ni abandonnée lors de l’hypothétique invasion dorienne de 1200 avant notre ère, qui inaugure les « siècles obscurs ». Les Athéniens disaient être des Ioniens « purs » et maintenaient qu’ils ne s’étaient pas mélangés aux Doriens. Toutefois, Athènes perd l’importance qu’elle avait à l’époque mycénienne et sombre alors quelque peu dans l’oubli, redevenant une petite place fortifiée. Il est probable que le palais royal situé sur l'Acropole ait survécu aux vagues de destructions qui ont secoué la Grèce à cette époque,. 
À l'origine, Athènes, comme toutes les cités grecques, est une monarchie gouvernée par un roi. Elle est la plus importante cité de l'Attique. 
Durant la première phase de colonisation grecque (XIe – Xe siècles av. J.-C.), Athènes fonde plusieurs colonies en Asie Mineure, comme Milet, Éphèse, Colophon ou Phocée, dans une région alors appelée Ionie. Ces colonies forment des cités indépendantes. À partir du VIIe siècle av. J.-C., l'Ionie forme l'un des plus brillants foyers de la civilisation grecque : c'est par exemple dans cette région que naquit la philosophie vers 600 av. J.-C.
Athènes est l'un des principaux centres culturels de la Grèce antique durant la seconde moitié des siècles obscurs (Xe – IXe siècles av. J.-C.). Au VIIIe siècle av. J.-C. elle redevient un important centre du monde grec à cause de son emplacement central, de son fort sur l’Acropole et l’accès à la mer, un avantage sur ses rivales, les cités de Thèbes et de Sparte dans le Péloponnèse. Tôt dans le Ier millénaire av. J.-C. elle devient une ville-État souveraine, gouvernée d’abord par des rois d'Athènes. Ceux-ci étaient à la tête des Eupatridæ (« Eupatrides », les « bien nés »), dont le gouvernement se composait d’un conseil qui se réunissait sur la colline d’Arès, l’Aréopage. Ce conseil élisait les représentants de la ville, les archontes et polémarques. 
Avant l’adoption de l’État politique, quatre tribus (similaires aux gentes de la Rome antique) dominaient la région. Ceux qui en faisaient partie avaient certains droits, privilèges et obligations :
- rites religieux en commun ;
- site d'enterrement commun ;
- droit d'héritage ;
- obligations réciproques d'entraide, défense et réparation de dommages ;
- droit de mariage consanguin en cas de filles et héritières orphelines ;
- possession de propriété commune, avec un archonte et un trésorier ;
- limitation de la descendance aux hommes ;
- obligation de ne pas se marier dans la tribu, hors cas spécifiés ;
- droit d'adopter des étrangers aux tribus ;
- droit d'élire et de destituer leurs chefs.

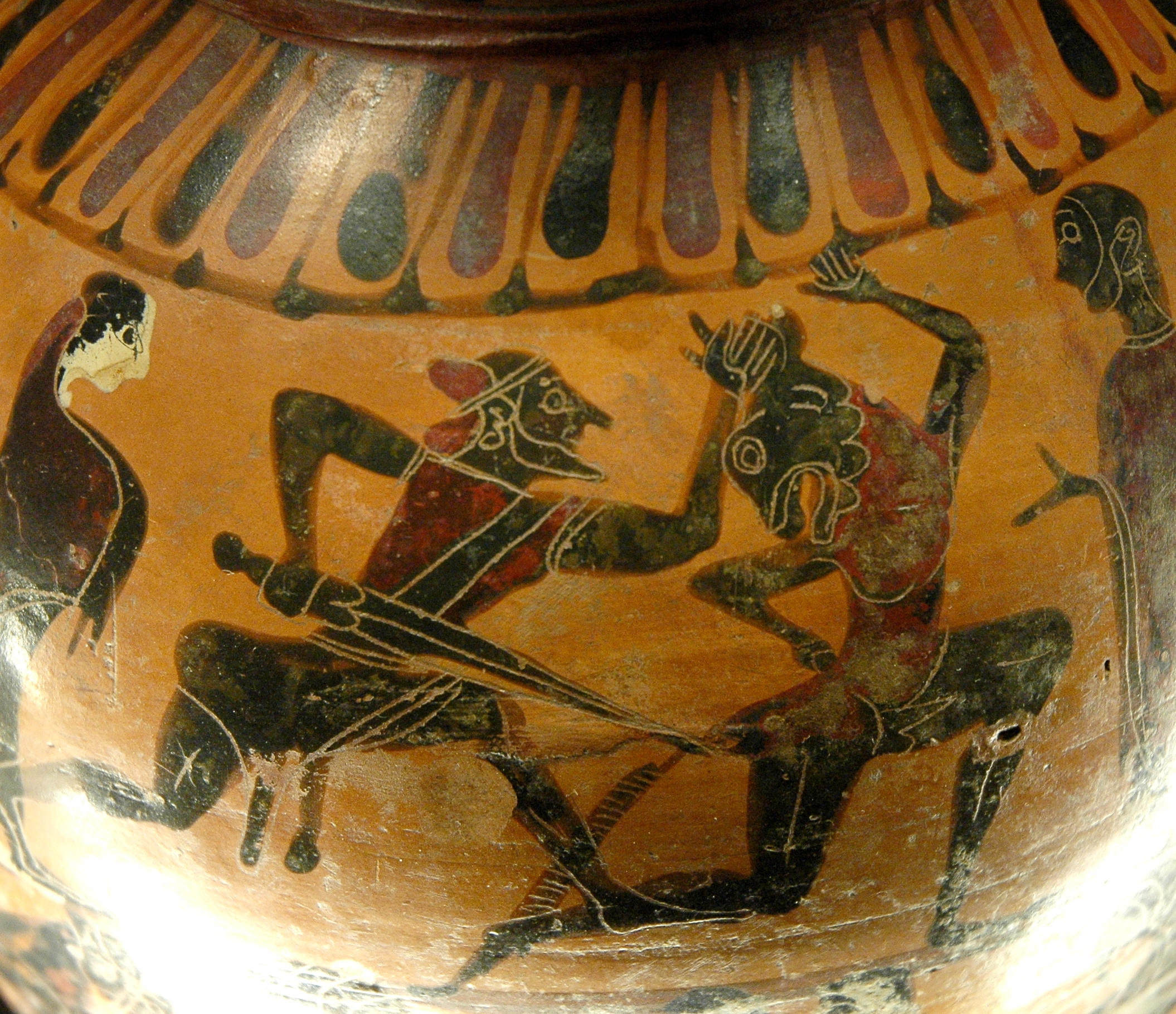
Thésée libère Athènes en tuant le Minotaure. Céramique attique, v. 575 – 550 av. J.-C.

C’est au cours du IXe siècle av. J.-C. qu'Athènes unifie politiquement l'Attique sous sa coupe, à l'exception d'Éleusis. Ce processus appelé συνοικισμός / sunoikismós, dérivé de σύν / sún « avec, en communauté avec » et οἶκος / oikos, « maison », soit « communauté de maisons », d'où « synœcisme », crée l’un des plus grands États et l'un des plus riches du continent grec. Cependant, un très grand nombre de personnes sont exclues de la vie politique par les nobles. Au VIIe siècle av. J.-C, le mécontentement social se répand. L’Aréopage élit Dracon pour qu’il rédige un nouveau code juridique. Éleusis est finalement absorbée par la cité d'Athènes au VIIe siècle av. J.-C.
Cette fédération en cité (polis) s'accompagne de l'invention d'un mythe civique, celui du héros légendaire Thésée, tueur de brigands et de monstres, présenté à partir du VIe siècle av. J.-C. comme l'unificateur de l'Attique. 
La monarchie est abolie au milieu du VIIIe siècle av. J.-C. Elle est remplacée par une oligarchie avec à sa tête les grandes familles de l'aristocratie foncière, c'est-à-dire les Eupatrides. Il n'y a plus de roi, mais un petit groupe d'individus formant une riche élite minoritaire et privilégiée à la tête de la cité-État.

### Réforme et démocratie

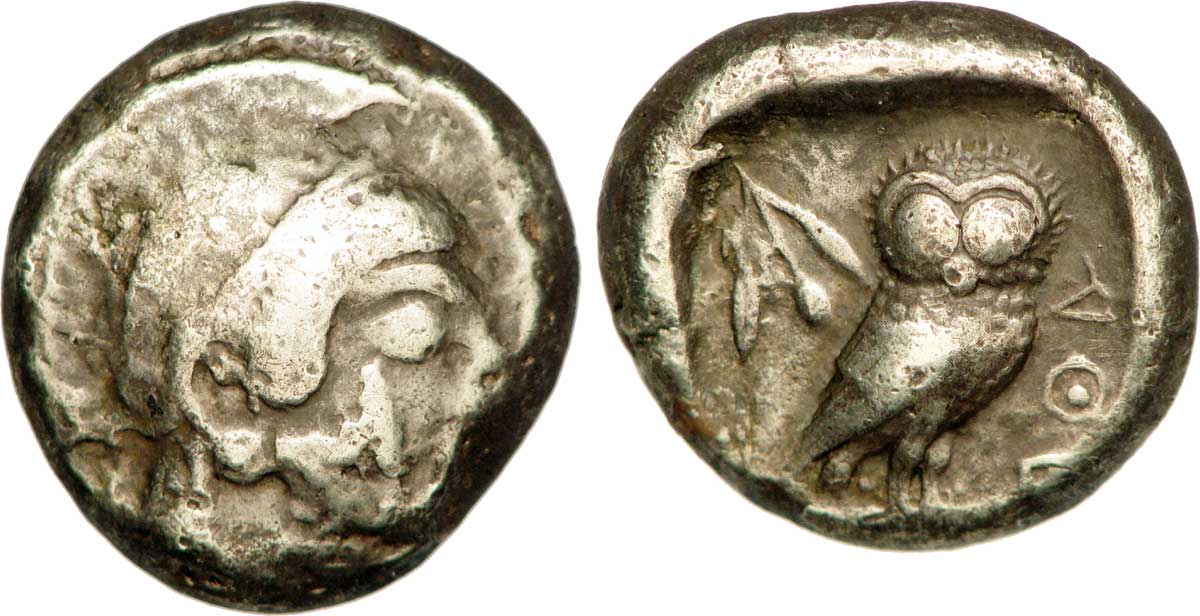
Tétradrachme de la cité d'Athènes à l'effigie d'Athéna et d'une chouette, v. 500 – 490 av. J.-C.

Les lois de Dracon n'ayant pas suffi à ramener la paix intérieure, les Athéniens font appel à un nouveau réformateur : Solon, chargé de rédiger une nouvelle constitution, ce qui se fait en l’an -564. La réforme de Solon vise des problèmes politiques et économiques. Le pouvoir économique des Eupatrides est diminué par l'abolition de l'esclavage pour dettes et en ouvrant le commerce (créant une classe marchande prospère). Politiquement, Solon divise les Athéniens en quatre classes, fondées sur leur richesse et leur capacité de s'engager dans le service militaire. La classe la plus pauvre, et la plus nombreuse, le thète, a pour la première fois des droits politiques : voter dans l’ecclésia, mais seules les classes supérieures peuvent y siéger. L'Aréopage continue d'exister mais avec des pouvoirs plus limités.
Ce système pose les premières pierres de ce qui devient plus tard la démocratie athénienne, mais à court terme, il ne peut pas arrêter le conflit entre les classes. Ainsi, après vingt ans agités, le parti populaire, dirigé par Pisistrate (un cousin de Solon), est amené au pouvoir en -541. Pisistrate est souvent appelé tyran, mais le mot grec ancien tyrannos ne signifie pas « chef despote et cruel » mais désigne simplement un chef ayant pris le pouvoir par la force. En fait, chef très populaire, il fait d'Athènes un centre riche, puissant et culturellement important ; il permet aussi le début de la suprématie navale athénienne dans la mer Égée et ailleurs. Il garde la constitution de Solon mais s'assure que lui et sa famille gardent toutes les positions officielles.
Il meurt en -527 et ses fils Hippias et Hipparque lui succèdent. Ils s'avèrent être des chefs peu doués : en -514, Hipparque est assassiné après une dispute privée avec un jeune homme (voir Tyrannoctones). Ceci mène Hippias à instaurer une vraie dictature très impopulaire, écrasée en -510 avec l'aide militaire de Sparte. Un homme politique radical d'origine noble, Clisthène, prend alors le pouvoir et instaure la démocratie à Athènes.

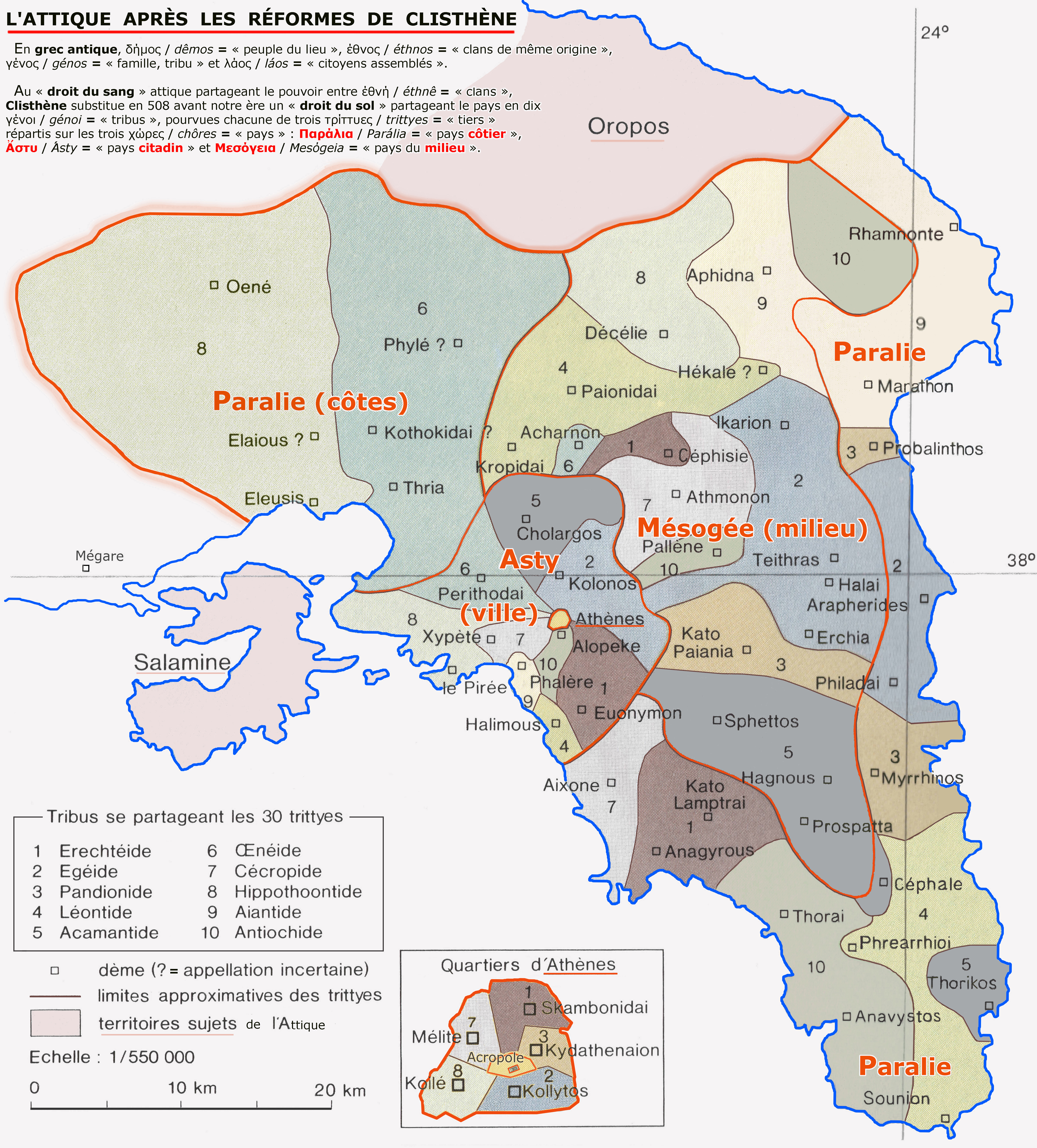
Organisation de l'Attique avec les dix "tribus", les trois "pays", les trente "trittyes" et les dèmes.

Les réformes de Clisthène remplacent les quatre tribus par dix phylai, nommées en honneur des héros légendaires et non fondées sur les différences entre les classes : c'étaient, en fait, des électorats. Chaque phylè était divisée en trois trittyes, et chaque trittye en un ou plusieurs dèmes (selon le nombre d'habitants), qui deviennent la base du gouvernement local. Les phylai élisent cinquante membres à la Boulè, un conseil qui gouverne la ville au jour le jour. L'Assemblée était ouverte à tous les citoyens et faisait office de législature et le tribunal du peuple, composé d'héliastes, tirés au sorts tous les jours, servait de cour suprême sur demande individuelle devant l'assemblée (sauf dans le cas d'homicides et affaires religieuses, les seuls cas traités par l'Aréopage affaibli). La plupart des positions étaient remplies par le sort, mais les dix stratèges (généraux) étaient élus, ainsi que les principaux fonctionnaires financiers.
Dès lors, en grec ancien, le peuple fut désigné par quatre termes différents selon le sens politique : par le droit du sang antérieur aux réformes ἔθνος / éthnos désignait les « gens de même origine » et γένος / genos désignait la « famille, clan, tribu » ; par le droit du sol apparu avec les réformes δῆμος / dêmos désignait les « habitants, les citoyens du lieu »  et λαός / laos désignait le « peuple assemblé », la boulè.
Ce système resta stable, avec peu d'interruptions, pendant plus de 200 ans, jusqu'à la domination spartiate, avant d'être modifié sous le gouvernement de Démade, partisan de Philippe II de Macédoine et d'Alexandre le Grand. 

### L'Athènes classique

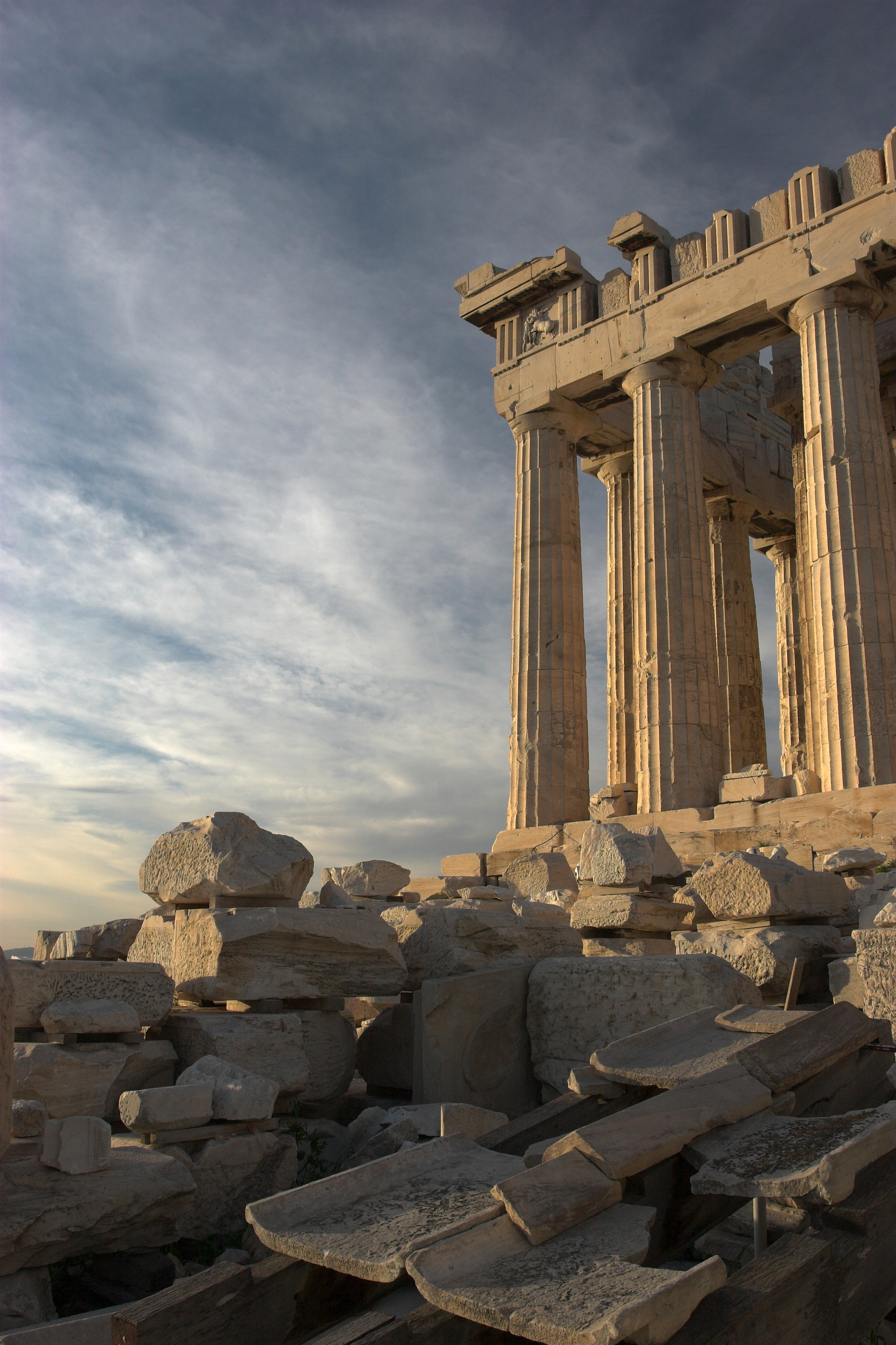
Le Parthénon.

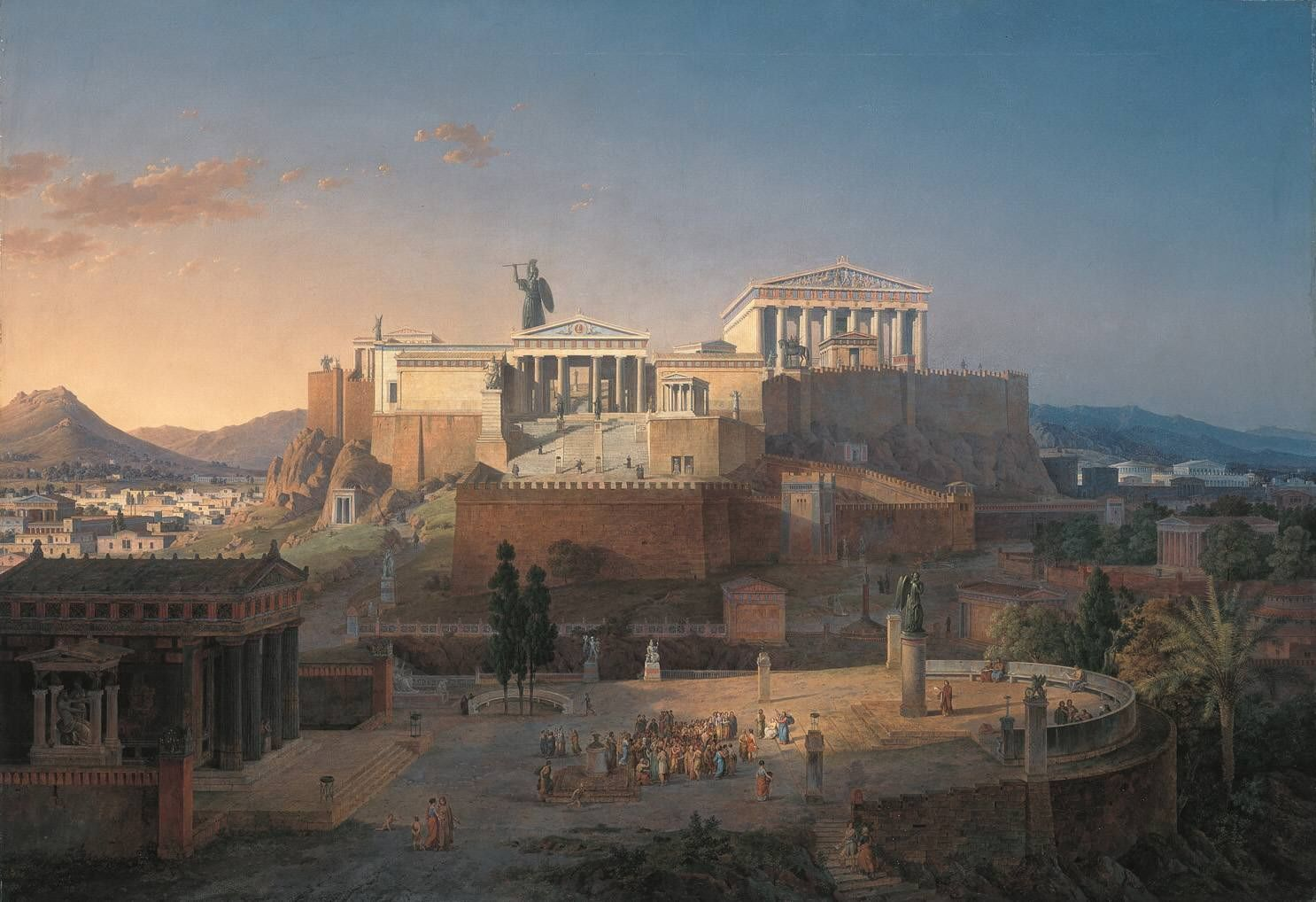
L'Acropole d'Athènes, vue d'artiste par Leo von Klenze, 1846. Neue Pinakothek, Munich, Allemagne.

#### Vie culturelle
La période comprise entre la fin des guerres médiques et la conquête macédonienne marque le zénith d'Athènes en tant que centre culturel, artistique et philosophique. Plusieurs des plus importantes figures de l'histoire culturelle occidentale habitèrent Athènes pendant cette période : les dramaturges Eschyle, Aristophane, Euripide, Sophocle ; les philosophes Aristote, Platon et Socrate ; les historiens Hérodote, Thucydide, et Xénophon, le poète Simonide et le sculpteur Phidias. L'homme politique le plus important était Périclès, qui utilisa le tribut payé par les membres de la Ligue de Délos pour construire le Parthénon et d'autres monuments classiques d'Athènes. La ville devint, selon lui, « l'école de la Grèce ».

#### Économie
La richesse d’Athènes provenait de l’argent des mines du Laurion, de l’argile des carrières du cap Colias et du commerce qu’offrait le port du Pirée. On y déchargeait du cuir et des céréales de Cyrène et du Pont-Euxin, notamment du Chersonèse, du poisson séché de l’Hellespont, le bœuf d’Italie et de Thessalie, de l’ivoire de Libye, de l’encens de Syrie, du raisin de Rhodes, des gréements, du papyrus et des céréales d’Égypte, des tapis et coussins de Carthage, du bois de Macédoine, du charbon d’Iraklia, du cuivre de Chypre, le vermillon de Céos, l’étain de Phocée, des dattes et de la farine de Phénicie.
Au VIIe siècle av. J.-C., Athènes exporte des céramiques vers les cités étrusques d'Italie.

#### Guerres médiques
Avant l'essor d'Athènes, la ville de Sparte se considérait première de Grèce, ἡγεμών / hēgemṓn, « chef ». En -499, Athènes envoie des troupes aider les Ioniens d'Asie Mineure, qui se rebellaient contre l'Empire perse, conflit appelé « révolte de l'Ionie ». Ceci provoque deux invasions perses de la Grèce, toutes les deux défaites par les Athéniens Miltiade et Thémistocle (voir Guerres médiques). En -490, les Athéniens, sous le commandement de Miltiade, battent le roi Darius Ier et ses troupes à la bataille de Marathon.
En -480, les Perses reviennent sous un nouveau chef, Xerxès Ier, fils de Darius. Après la bataille des Thermopyles, les Athéniens évacuent leur ville, aussitôt occupée par les Perses. De nombreuses céramiques sont enterrées sur l'Acropole pour être préservées des Perses ; retrouvées au XIXe siècle lors de fouilles archéologiques, ce dépôt de date connu s'est révélé très utile pour les historiens de l'art grec.
Peu après, les Athéniens et leurs alliés battent la flotte perse à la bataille de Salamine.
Athènes mena ensuite la guerre en Asie Mineure. Ces victoires permirent la constitution de la confédération de Délos, une alliance dominée par les Athéniens.

#### Guerre du Péloponnèse
La guerre du Péloponnèse est déclenchée en -431 à cause de la rancœur ressentie par d'autres villes grecques envers Athènes pour son hégémonie écrasante. L'empire maritime athénien lutte contre une coalition d'États sur le continent dominé par les Spartiates. Ce conflit marque la fin de la puissance athénienne sur les mers.
La démocratie athénienne est renversée en -411 à la suite des revers de la guerre du Péloponnèse, et le régime des Quatre-Cents est mis en place. La démocratie est cependant rétablie quelques mois plus tard.
À la suite de la défaite finale et de la prise d'Athènes, la ligue de Délos est dissoute et les Spartiates imposent le régime des Trente tyrans en -404, mais la démocratie est réinstaurée en -403 par Thrasybule et une amnistie déclarée.

#### Guerre de Corinthe (395 – 386)
Les anciens alliés de Sparte se retournèrent vite contre celle-ci : Argos, Thèbes, et Corinthe s'allient à Athènes.

#### Seconde confédération athénienne
Athènes rétablit une ligue maritime à partir de -378, appelée Seconde confédération athénienne. Thèbes bat Sparte en -371 lors de la bataille de Leuctres. Par la suite, les cités grecques (dont Sparte et Athènes) s'allient pour affronter Thèbes et son général Épaminondas à la bataille de Mantinée (362 av. J.-C.).

#### Montée de la Macédoine
Au milieu du siècle, l'expansion du royaume septentrional de Macédoine se heurte de plus en plus aux cités grecques, dont Athènes, sous la conduite de Démosthène. En 338 av. J.-C. les troupes de Philippe II battent celles des cités grecques à la bataille de Chéronée (338 av. J.-C.), prenant un ascendant sur celle-ci.

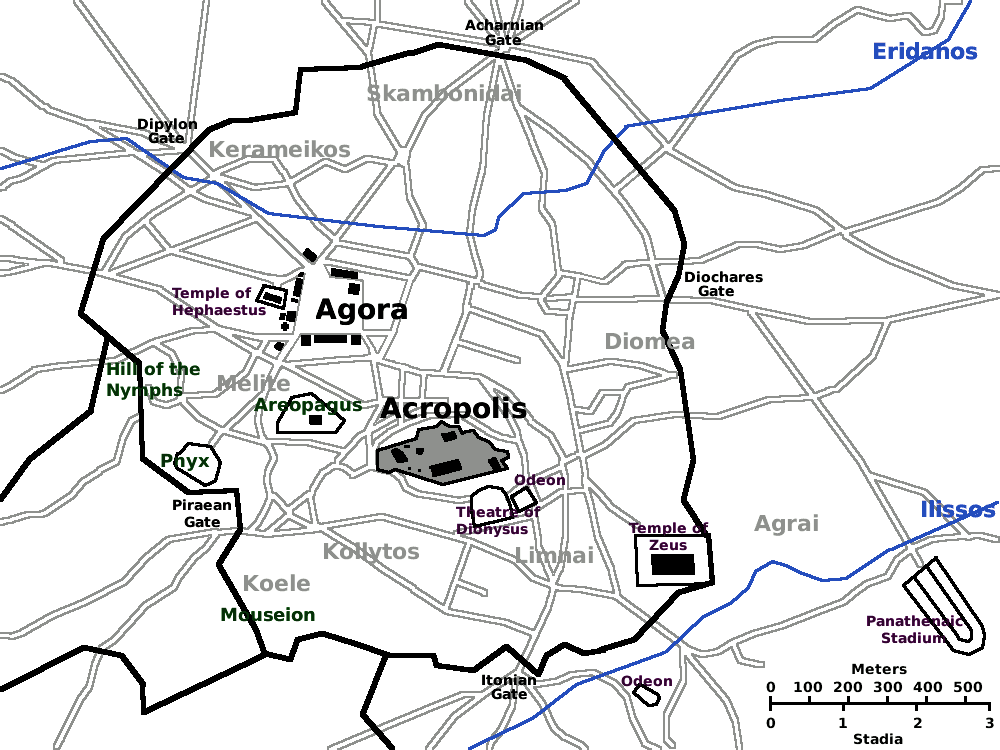
Athènes dans l'Antiquité.

### Période hellénistique
Athènes reste une ville riche à vie culturelle brillante, mais cesse progressivement d'être un pouvoir indépendant.

#### De Chéronée à la mort d'Alexandre (de 338 av. J.-C. à 323 av. J.-C.)
Après la défaite de Chéronée, Athènes ne capitule pas : on envoie les esclaves affranchis pour combattre. À ce moment, Philippe II propose la paix mais Athènes doit supprimer la 2e ligue de Délos. Athènes accepte et devient alliée au royaume de Macédoine. En 337 av. J.-C., Philippe II rassemble toutes les cités grecques (à l’exception de Sparte qui refuse) à Corinthe. Il crée la ligue de Corinthe pour créer un projet de conquête hellénique de l’Asie Mineure à laquelle Athènes doit adhérer comme les autres cités grecques. Sur le plan politique, à Athènes, Démosthène se met en réserve et Lycurgue prend le pouvoir. Ce dernier renforce l’armée en attendant des jours meilleurs. 
Sur le plan stratégique, les conditions de la paix sont plutôt favorables à Athènes, qui conserve l'essentiel de ses possessions insulaires, sa flotte et ses remparts. En 338 av. J.-C. ou 335 av. J.-C., la cité récupère même la région d'Oropos, perdue en 366 av. J.-C. au profit des Thébains.
À la mort de Philippe II en 336 av. J.-C., Alexandre le Grand prend le pouvoir en Macédoine. Ce dernier renouvelle la ligue de Corinthe en substituant le contrat fait entre les Grecs et Philippe.
Lors de l’affaire d’Harpale, Athènes joue un rôle plus qu’ambigu envers Alexandre puisque celle-ci accueille Harpale après sa fuite. Une discorde avec Alexandre s’ensuit.
En juillet 324 av. J-C., Alexandre envoie son messager Nicanôr faire une proclamation à Olympie devant les représentants grecs et devant des athlètes. Dans cette proclamation, Alexandre oblige les cités à faire revenir leurs bannis. Les cités sont mécontentes. Athènes perd sa clérouquie de Samos car les bannis sont revenus et ont pris le pouvoir.

La même année, Alexandre demande aux cités grecques de lui rendre des honneurs comme « théos aniketos » (dieu vainqueur et invincible) tel Héraclès. Athènes est scandalisée et refuse. 

#### Guerre lamiaque et domination macédonienne
À la mort d'Alexandre en 323 av. J.-C., la cité entre en guerre contre la Macédoine. Athènes est vaincue par Antipater ; Démosthène et Hypéride meurent. La cité perd sa flotte de guerre, ainsi qu’Oropos et Samos. De plus, Athènes doit accepter la présence d'une garnison macédonienne au Pirée et la modification de son régime démocratique qui devient censitaire, divisant par deux le corps électoral.
En 319 av. J.-C., la proclamation de la liberté des cités grecques par Polyperchon, alors en lutte avec Cassandre, provoque des troubles et un bref rétablissement de la démocratie en 318 av.  J.-C., le stratège Phocion étant exécuté. La garnison du Pirée étant restée fidèle à Cassandre, qui remporte des succès face à Polyperchon, la cité finit par traiter avec le premier. Un régime oligarchique modéré est finalement institué en 317 av. J.-C., le pouvoir étant aux mains du philosophe Démétrios de Phalère, favorable à Cassandre.

#### Libération de 307 av. J.-C. et tutelle Antigonide
Démétrios de Phalère est renversé en 307 av. J.-C. à la suite de l'intervention de Démétrios Ier Poliorcète et la démocratie est rétablie. La cité passe sous tutelle Antigonide. Démétrios et son père Antigone, considérés comme les sauveurs de la cité, reçoivent des honneurs démesurés et font l'objet d'un culte héroïque. À partir de 306, à la prise du titre royal, les Antigonides deviennent alors rois et leur attitude vis-à-vis des Athéniens se modifie. Ils mènent alors une vie de débauche et d’excès aux yeux d'Athènes ce qui engendre une grande impopularité pour Démétrios Poliorcète. Ce dernier décide de s'installer au sein du Panthéon avec de nombreuses courtisanes ce qui fait affront aux Athéniens. Cassandre assiège vainement la ville en 304. Au cœur de la vie politique il y a quelques modifications tel que la Boulè (ou Boulê) passe de 500 à 600 membres. Egalement Antigone (Antigone le Borgne) en raison de leur pouvoir sur la ville d'Athènes, décide de leur offrir des ressources tel que du bois, des céréales ainsi que du blé et décide également de restituer Imbros et Lemnos qui sont des îles influentes sur la route du blé. 
Après la défaite des Antigonides à la bataille d'Ipsos en 301, au cours de laquelle Antigone le Borgne a perdu la vie, la ville proclame sa neutralité et ferme ses portes à Démétrios ; la ville se retrouve sous de nombreux dirigeants, elle se rapproche de Cassandre qui met en place le tyran Lacharès. Elle traverse ensuite une période difficile, connaissant une guerre civile et une forme de tyrannie sous Lacharès qui resta au pouvoir de 298 à 295 av. J.-C. Après la mort de Cassandre en 294, Lacharès est chassé par Démétrios qui décide d'y installer un gouverneur athénien du nom d'Olympiodoros. Démétrios reprend l'offensive et assiège la ville, profitant de ses dissensions internes. Après la capitulation, le roi installe une garnison non seulement à Mounychie mais aussi à Athènes même, sur la colline du Muséion. La démocratie est mise en sommeil. Dans le même temps Athènes redevient stable et regagne en puissance ce qui attire l'attention des Ptolémées pour embellir la ville et en faire un point fort face à la Macédoine.

#### Révolte de 287 av. J.-C.
Profitant de l’absence de Démétrios Poliorcète, Athènes se révolte. L’athénien Callias de Sphettos appelle à l’aide Ptolémée. La cité parvient ainsi à se libérer de la tutelle de Démétrios Poliorcète et retrouve une complète indépendance ; une garnison macédonienne occupe cependant toujours le Pirée et les forteresses de l'Attique.

#### Guerre chrémonidéenne (de 268 av. J.-C. à 261 av. J.-C.)
Le royaume de Macédoine se redresse sous la direction du roi Antigone Gonatas. Athènes entre en guerre contre la Macédoine avec ses alliés spartiates et lagides vers 268 av. J-C., mais est vaincue et doit capituler après un siège en 262. La guerre chrémonidéenne met fin à la liberté d’Athènes de 261 à 229. Après une période de tutelle étroite, Antigone rétablit une partie des libertés vers 256. La cité ne tente plus par la suite de conduire une politique extérieure indépendante et cherche à conserver sa neutralité dans les conflits qui déchirent le monde hellénistique.
Le territoire athénien subit des attaques d'Alexandre, gouverneur de Corinthe et de l'Eubée, révolté contre son oncle Antigone Gonatas entre 253 et 245 environ. La ville souffre ensuite des opérations militaires menées par la Ligue achéenne contre les positions macédoniennes, mais reste fidèle à la Macédoine au cours de la guerre démétriaque (239-235).

#### Libération de 229 av. J.-C.
Les difficultés de la Macédoine au cours du règne de Démétrios II et sa mort en 229 permettent aux Athéniens avec le soutien d'Aratos de Sicyone de racheter leur liberté à Diogène, commandant de la garnison macédonienne en usant du stratège du koinon achaien. Les Athéniens recouvrent leurs forteresses du Pirée, de Munichie, du Sounion et de Salamine, et se débarrassent ainsi définitivement de la tutelle macédonienne. La cité refuse cependant de rejoindre la Ligue achéenne, préférant conserver sa neutralité.
De 229 à 220, Athènes connaît ainsi une période d’indépendance. La cité entame une reprise de grands travaux par le biais de dons de la part de Ptolémée III : nouveaux portiques, temples, et gymnases. Il instaure aussi de nouveaux cultes, comme celui à Démos (personnification du peuple athénien) et celui à Diogène. En 224, Athènes s’allie à Ptolémée III et crée une tribu en son honneur, les Ptolémais ; par crainte d'une invasion Antigonide. La Boulè se modifie à nouveau et passe à 650 membres.
En 200, la ville d'Athènes est assiégée par Nikanor, amiral de Philippe V, au vu de l’affaiblissement des Lagides, la ville ne reçoit alors aucune aide de la part de Ptolémée V. Athènes se tourne alors vers un autre protecteur : Rome. Ce dernier accepte une alliance qui perdure de 200 av. J-C à 88 av. J-C.

### L'Athènes romaine

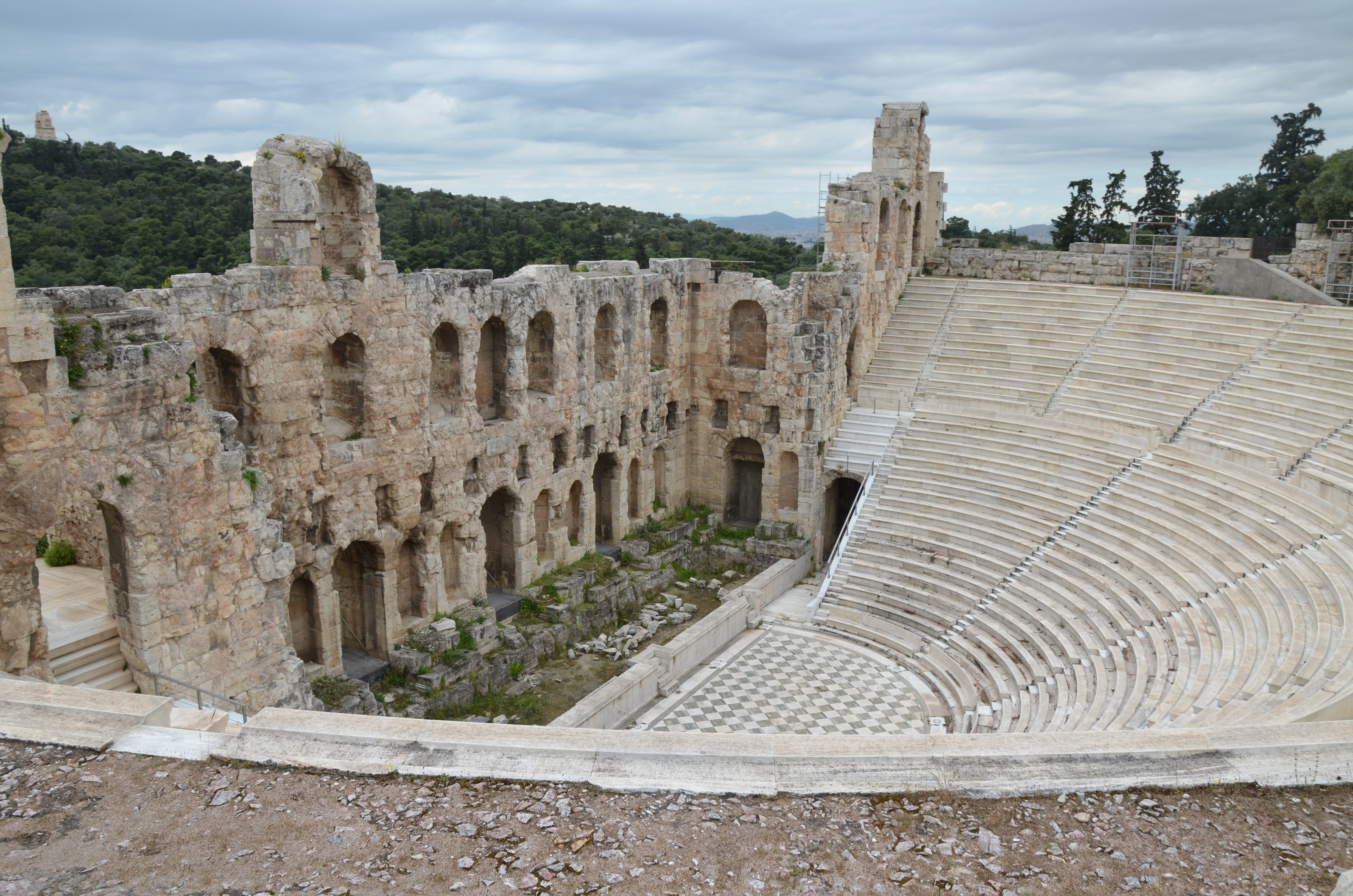
L'odéon d’Hérode Atticus, construit en 161 au pied de l'acropole.

Au cours du IIe siècle av. J.-C., la Grèce passe progressivement dans l’orbite romaine mais, par respect pour ses écoles très estimées, Rome reconnaît à Athènes le statut de « ville libre ».
Après la victoire des Romains contre la Macédoine en -168, Athènes récupère même ses anciennes possessions de Lemnos, Imbros et Skyros, Haliarte en Béotie, ainsi que le port de Délos dont les habitants sont expulsés et remplacés par des colons athéniens.
Mais, pour s’être rangée aux côtés du roi Mithridate contre les Romains au cours de la Première Guerre de Mithridate, Athènes perd finalement son indépendance fin -88. En effet, Mithridate est battu par le général romain Sylla, qui prend la ville en mars -86 après un long siège et fait raser la plus grande partie des habitations et fortifications athéniennes tout en préservant beaucoup de bâtiments publics et monuments.
Athènes reste un important centre culturel et est visitée par des empereurs, dont Néron et Hadrien. Plusieurs empereurs romains construisent d’importants bâtiments, dont une salle de concert, une cour de justice, une bibliothèque, un gymnase, un petit temple sur l’Acropole, l'Olympiéion et un aqueduc encore utilisé.

### Antiquité tardive
La ville est pillée par les Hérules en l'an 267-268 apr. J.-C., par les Wisigoths en 395-396 puis par des Slaves en 582-583. Après chaque attaque, la ville est reconstruite, mais il est difficile de savoir quel siège a entraîné quels dégâts et ensuite quelles restaurations. L’enceinte de Thémistocle (fortifications de la ville et de son port réalisées de 478 à 475 av. J.-C.), restaurée au IIIe siècle, probablement par Valérien ne fut pas suffisante contre les Hérules. Les fouilles sur l’Agora ont montré l’ampleur des dégâts causés alors (même s’ils sont moins importants que le laisse croire la littérature). Il est cependant certain que l’Agora a alors perdu son rôle central dans la vie de la cité, car elle reste en dehors de la nouvelle enceinte (mur post-héruléen) qui réutilise des éléments des bâtiments détruits. Si Zosime écrit qu’Athènes fut protégée par Athéna et Achille contre les Wisigoths d’Alaric, l’archéologie montre qu’il n’en fut rien. La reconstruction ensuite est cependant plus importante que lors des destructions précédentes. Le nouveau centre de la ville devient le vaste complexe autour de la « bibliothèque d'Hadrien ». Le dernier pillage slave au VIe siècle semble cependant avoir fait perdre définitivement tout rôle politique ou culturel à Athènes. Déjà remplacée politiquement par Corinthe avec la conquête romaine, Athènes qui était restée ville culturelle et universitaire perd même ce rôle.
Athènes reste longtemps fidèle aux dieux helléniques, même si Paul de Tarse prêche en 53 sur l’Aréopage et que Constantin se convertit au début du IVe siècle. Zosime écrit au Ve siècle que les Athéniens affirmaient avoir vu Athéna Promachos et Achille défendre les murs de la ville contre les Wisigoths en 395-396. Les Panathénées sont encore célébrées au milieu du IVe siècle, mais un siècle plus tard, Proclus en parle au passé, et semble peu au fait des détails. Aucun objet chrétien n’a pourtant été retrouvé dans les fouilles aux niveaux correspondant à cette période. La restauration du complexe de la « bibliothèque d’Hadrien » après le pillage wisigoth inclut une église, au second quart du Ve siècle. Elle aurait été fondée par l’impératrice Eudocie (originaire de la ville). Le bâtiment devient rapidement la cathédrale du diocèse. Les mesures impériales dans le siècle qui suit s’attaquent aux diverses manifestations du paganisme pour culminer avec l’édit de 529 de Justinien fermant l’école néoplatonicienne et mettant de fait fin au rôle culturel de la ville. Cependant, il est probable que l’édit venait entériner une situation de fait, fermant des écoles qui périclitaient depuis des décennies proportionnellement aux progrès de la christianisation.

## L'Athènes byzantine

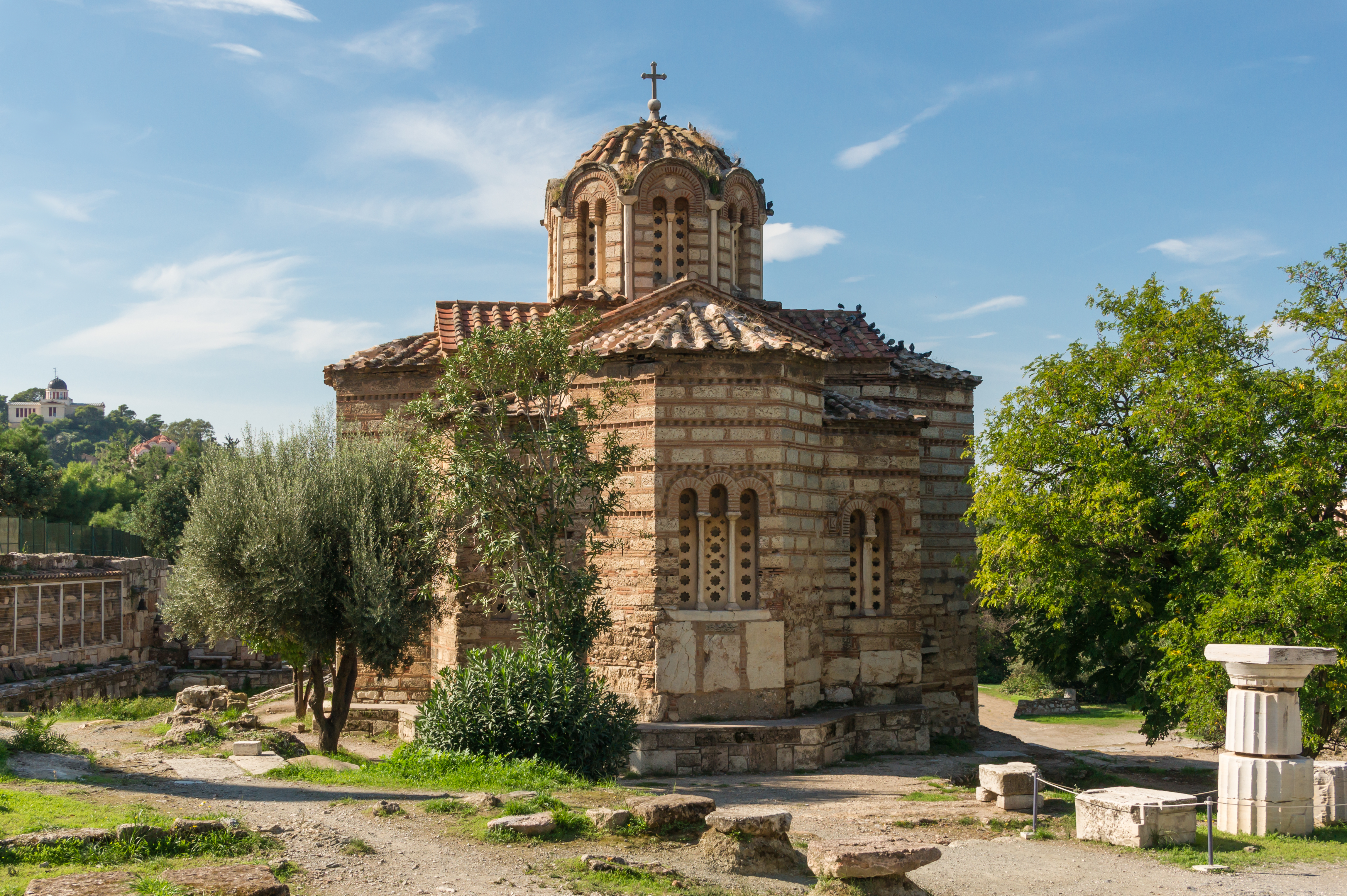
Église byzantine des Saints-Apôtres dans l'agora d'Athènes.

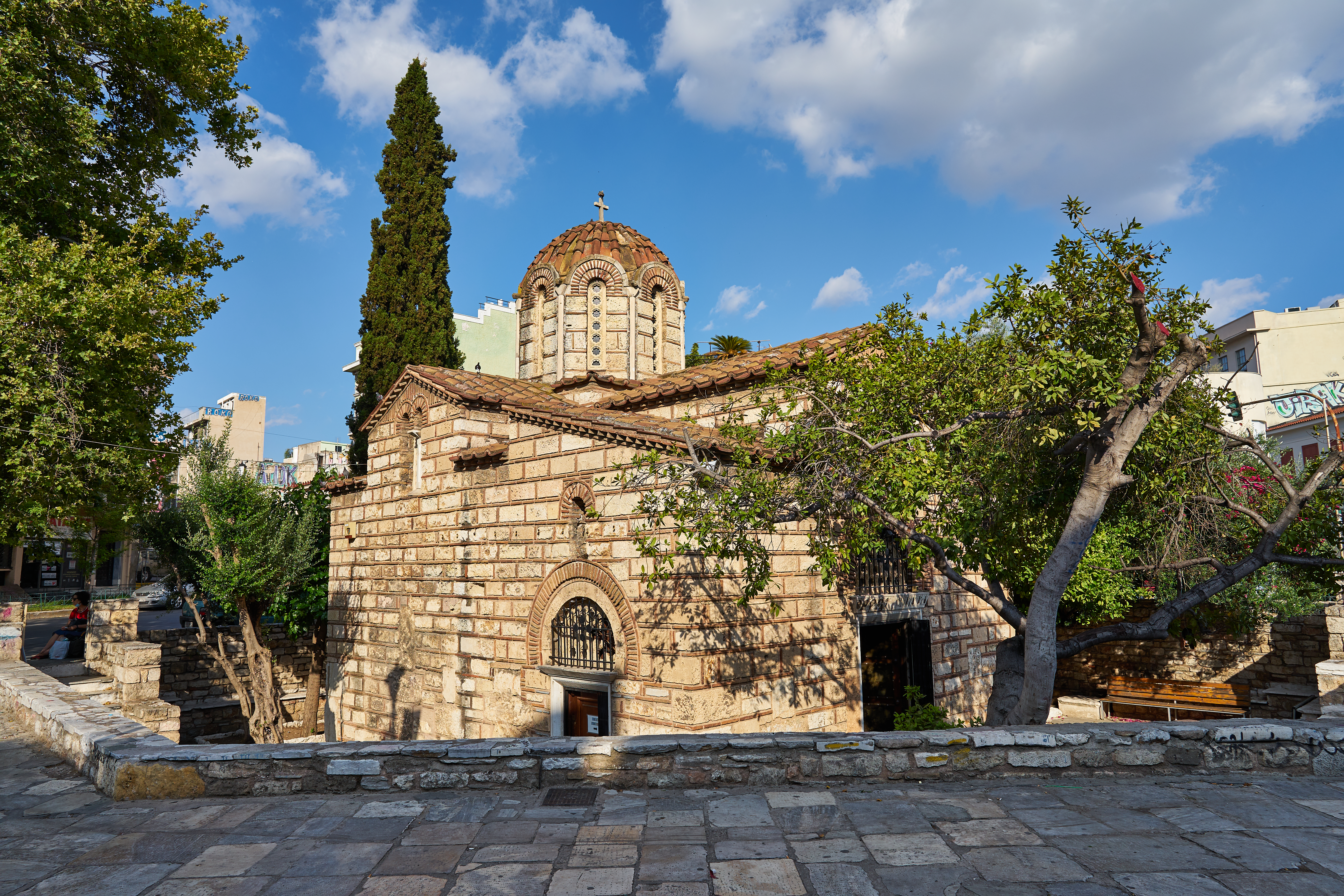
Église byzantine des Saints-Asomates dans le quartier de Thissío.

À partir du VIe siècle, la ville entre dans la civilisation byzantine, mais les centres de celle-ci sont désormais Constantinople ou Thessalonique, et Athènes n’est plus qu’une bourgade de province. Le Parthénon et l’Érechthéion sont transformés en églises vers le VIIe siècle. Le Parthénon abrita même la cathédrale du diocèse, à une date indéterminée, mais il l’est de façon certaine en 693. Vers 662-663, l’empereur Constant II visite Athènes. La ville est si éloignée de la capitale, qu’elle devient lieu d’exil aux VIIIe et IXe siècles. Durant les invasions arabes des IXe et Xe siècles, Athènes pourrait avoir été plus ou moins brièvement occupée : une demi-douzaine d’inscriptions arabes ont été retrouvées et une mosquée pourrait avoir été installée dans l’Asclépiéion.
Du Xe au XIIe siècle, la ville reprend de l’importance : de nombreuses églises sont construites, signe de prospérité. Basile II passe par Athènes vers 1018-1019, de retour de sa campagne victorieuse contre les Bulgares. Il y remercie la Mère de Dieu en faisant de nombreux dons à son église (le Parthénon). La ville est alors à nouveau citée comme centre culturel et intellectuel, de façon croissante jusqu’au XIIe siècle. L’évêque d’Athènes semble être devenu archevêque en 806. À la fin du XIIe siècle, pas moins de douze évêchés suffragants lui sont subordonnés. Un chrysobulle impérial accorde alors des privilèges à la ville qui ne dépend plus du megadux qui y est installé.
L’invasion des Seldjoukides en Anatolie après la bataille de Manzikert en 1071 et les guerres civiles ne touchent pas, ou peu, Athènes. Durant les règnes des empereurs Comnènes Alexis Ier, Jean II et Manuel Ier, l’Attique et toute la Grèce connaissent une période de prospérité. Des traces archéologiques nous montrent que la ville médiévale connaît une période de croissance rapide et continue dans les XIe et XIIe siècles. L’agora, abandonnée depuis la fin de l’Antiquité, est désormais un quartier densément bâti, et la ville devient un important centre de production de savons et teintures. La croissance de la ville attire les Vénitiens et d’autres marchands du bassin méditerranéen. Cette activité commerciale augmente elle aussi la prospérité de la ville.
Les XIe et XIIe siècles voient l’âge d’or de l'art byzantin à Athènes. Presque toutes les églises byzantines les plus importantes d’Athènes et ses environs sont construites en cette période, ce qui reflète le développement de la ville. Parmi ces édifices figurent l'église des Saints-Apôtres, l'église Saints-Théodore, l'église des Saints-Asomates, la Panagía Kapnikaréa, l'église de la Transfiguration-du-Sauveur et l'église Saint-Jean-le-Théologien.

## L'Athènes latine
En 1204, la quatrième croisade conquiert Athènes. En trois périodes distinctes, allant de 1204 (IVe croisade) à 1458 (début de la domination ottomane), Athènes est contrôlée par les « Latins » (nobles « Francs »). Elle est d'abord la capitale du duché d'Athènes, fief de l'Empire latin de Constantinople. Après la conquête de Thèbes par la famille de La Roche, d'origine bourguignonne, celle-ci devient la capitale et siège du pouvoir, mais Athènes reste le centre ecclésiastique le plus important du duché et en est la meilleure forteresse. En 1311, Athènes est conquise par la Compagnie catalane, des mercenaires appelés almogàvers. Après 1379 et la perte de Thèbes par les Catalans, elle redevient la capitale du duché. En 1388, le Florentin Nerio Acciaiuoli Ier prend la ville et se déclare duc. Ses descendants règnent sur la ville (devenue leur capitale) jusqu'à la conquête turque de 1458. Elle est le dernier État latin à tomber aux mains des nouveaux conquérants.

### Période bourguignonne
Sous les ducs bourguignons, un clocher est ajouté au Parthénon qui devient la cathédrale catholique du duché d'Athènes. L'Acropole est fortifiée et la chevalerie et les tournois introduits. Influencée par la culture grecque, leur cour était un mélange des savoirs classiques et des coutumes de la chevalerie française de l'époque.

### Période catalane
L'Athènes catalane (appelée Cetines par les Catalans, rarement Athènes) est une viguerie avec ses propres castellan, capitaine et viguier. C'est à cette époque que l'Acropole est encore fortifiée et que l'archidiocèse gagne deux sièges suffragants.

### Période florentine
À la mort de Nerio Ier, la république de Venise prend provisoirement le contrôle de la cité (1395 – 1402), qui est reconquise par son fils illégitime Antonio.

## L'Athènes ottomane

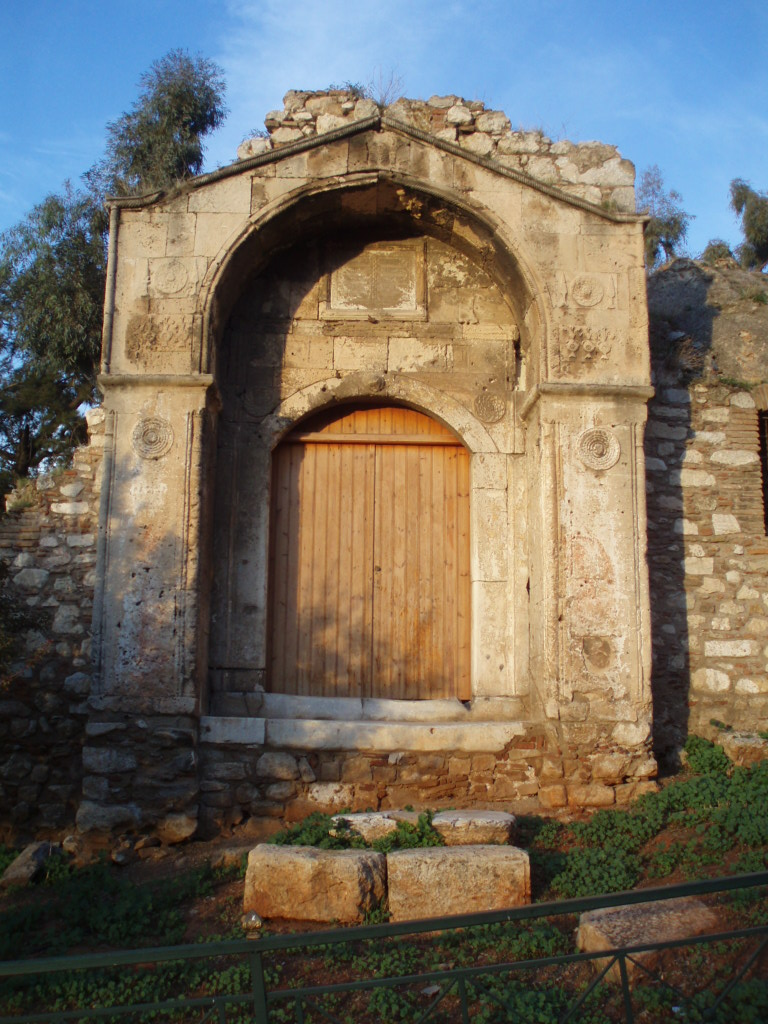
Porte d'une école coranique.

### Unsandjakottoman
Athènes tombe aux mains des Ottomans en 1456. Le sultan Mehmed II le Conquérant se rend dans la ville en 1458. Il est ébloui par la beauté de ses monuments anciens qu'il passe quatre jours à visiter,. Il déclare tout de suite un firman (édit impérial) punissant le pillage ou destruction des monuments de la peine de mort. Les colonnades du Parthénon abritent ainsi la mosquée principale de la ville. En 1471, la ville est rattachée au sandjak d'Eğriboz (Nègrepont, Eubée), unité administrative (sandjak) qui a sa capitale à Chalcis.
Le pouvoir ottoman s'établit sur l'Acropole qui est interdite aux étrangers. La ville est la propriété du Kizlar Agha (chef des eunuques du sultan), administrée en son nom par un voïvode rūm.
Au cours du XVIIe siècle, la ville est sérieusement endommagée par un accident et la guerre. En 1640 la foudre frappe les Propylées dans lesquels les Turcs gardaient de la poudre à canon, causant leur destruction. En 1687, Athènes est assiégée par les Vénitiens au cours de la guerre de Morée. Les Ottomans démontent le temple d'Athéna Niké pour fortifier les Propylées. Un boulet de canon, tiré pendant le bombardement de l'Acropole, touche la réserve de poudre à canon gardée dans le Parthénon : le bâtiment explose et prend à peu près l'aspect qu'on lui voit aujourd'hui. L'Acropole est occupée pendant six mois, au cours desquels les Vénitiens enlèvent plusieurs œuvres d'art : le fronton ouest du bâtiment est enlevé, endommageant davantage la structure. L'année suivante, les troupes turques brûlent la ville.
Au XVIIIe siècle, des monuments anciens sont démontés pour construire la nouvelle muraille dont les Ottomans entourent la ville en 1778.

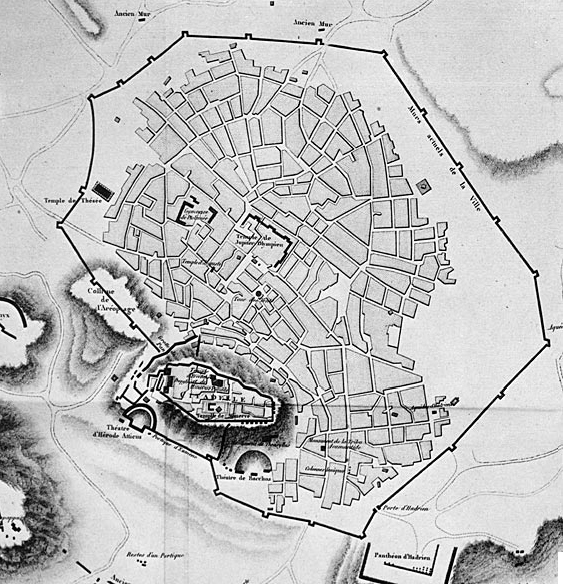
Plan d'Athènes à la fin du XVIIIe siècle, par Louis-François-Sébastien Fauvel.

En 1801, Athènes était la 43e ville de l'Empire ottoman. Ses 13 000 maisons sur et au pied de l'Acropole étaient entourées d'un mur d'environ 3 m de haut qui servait autant à la protéger des klephtes qu'à matérialiser ses limites fiscales.

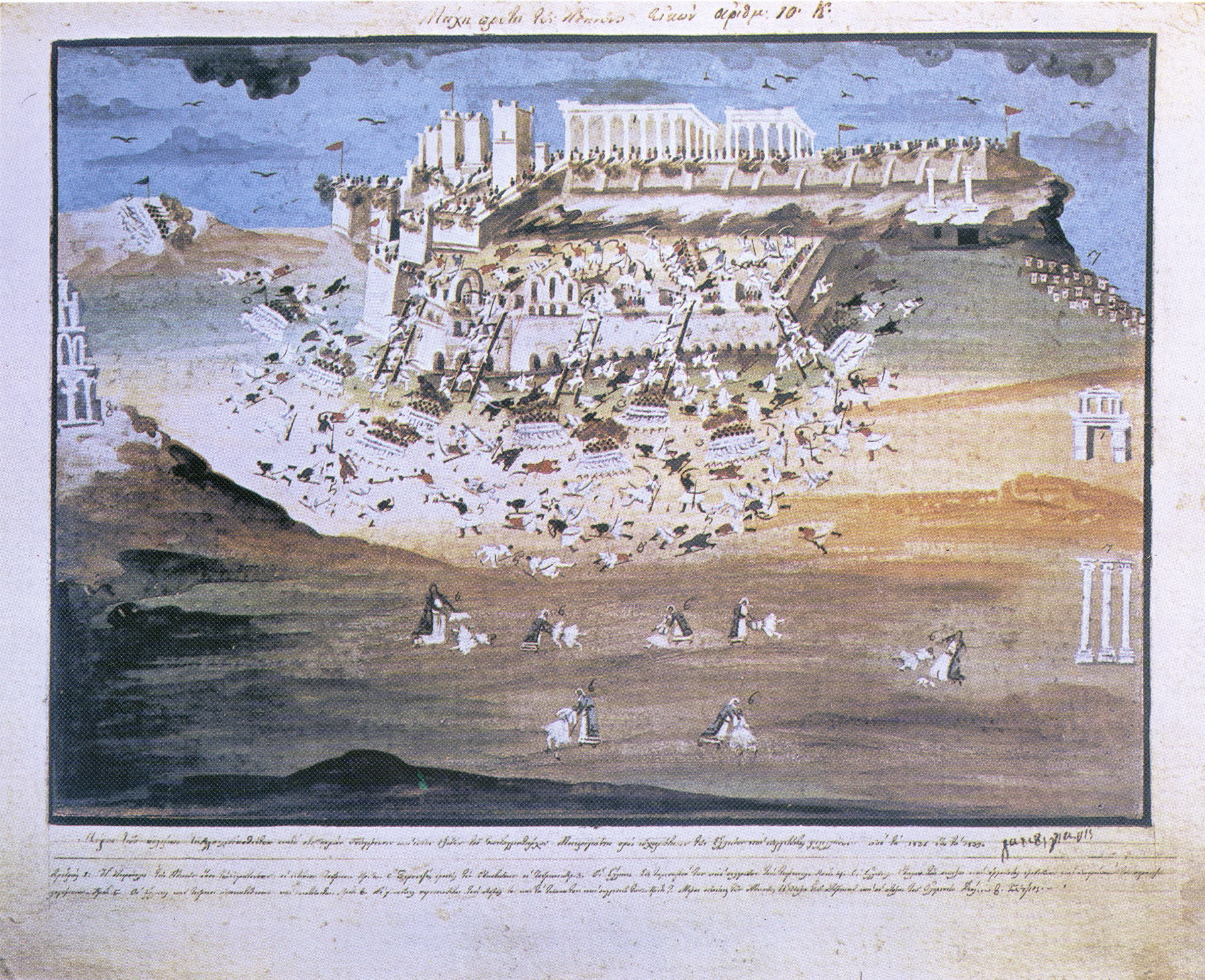
Siège de l'Acropole par les insurgés grecs.

Entre 1801 et 1805, Lord Elgin, ambassadeur britannique à Constantinople, fait enlever la frise, les métopes et des éléments des frontons du Parthénon. Est enlevée aussi une cariatide de l'Érechthéion (remplacée plus tard par une copie en plâtre).

### Indépendance grecque
Au cours de la guerre d'indépendance, la ville et l'Acropole subissent plusieurs sièges, de la part des deux belligérants. Les monuments en souffrent encore. Après avoir repris la ville en 1827, les forces ottomanes la tiennent jusqu'à leur retraite en 1833.

## L'Athènes moderne

### XIXesiècle

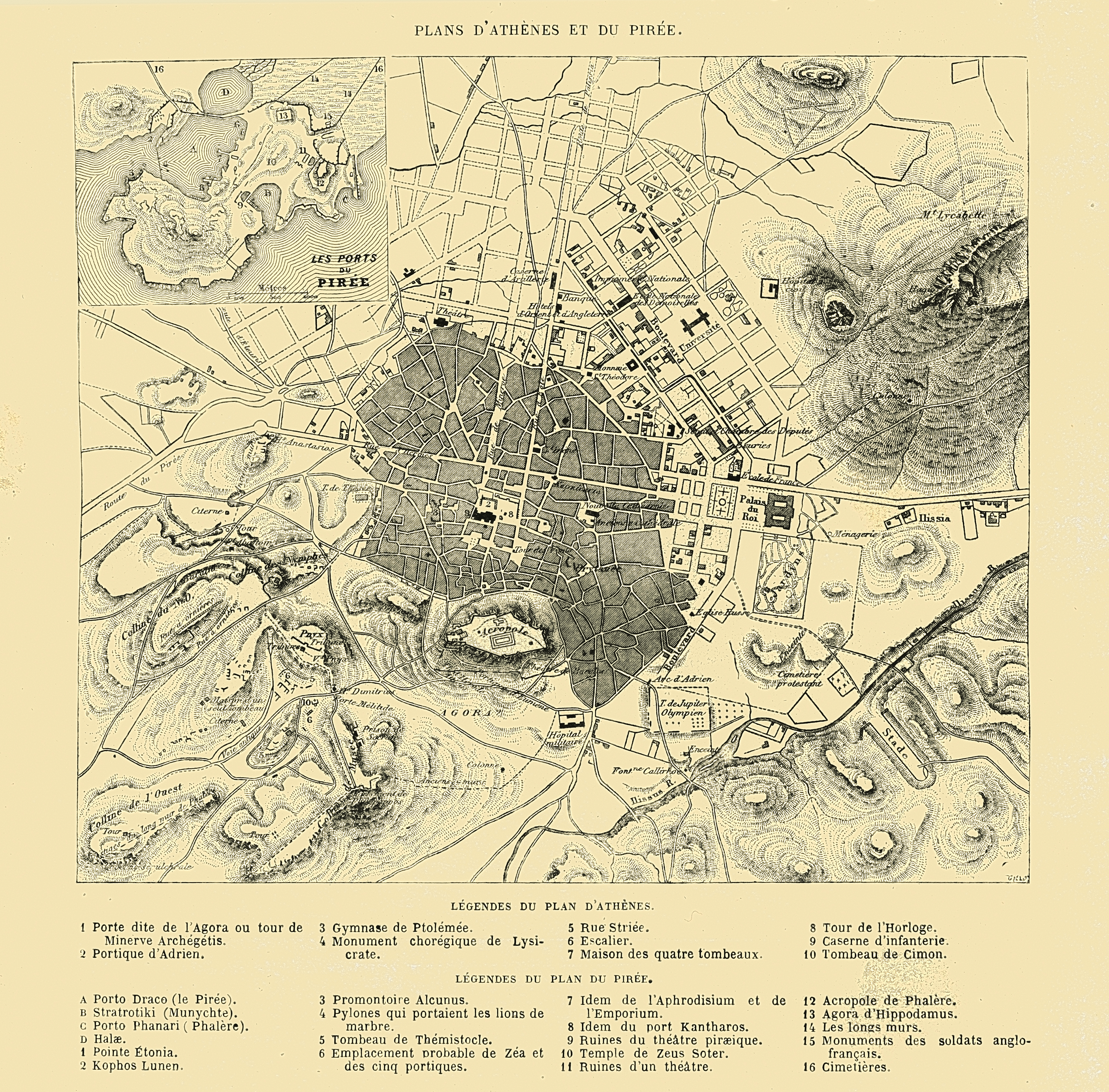
Athènes, 1860.

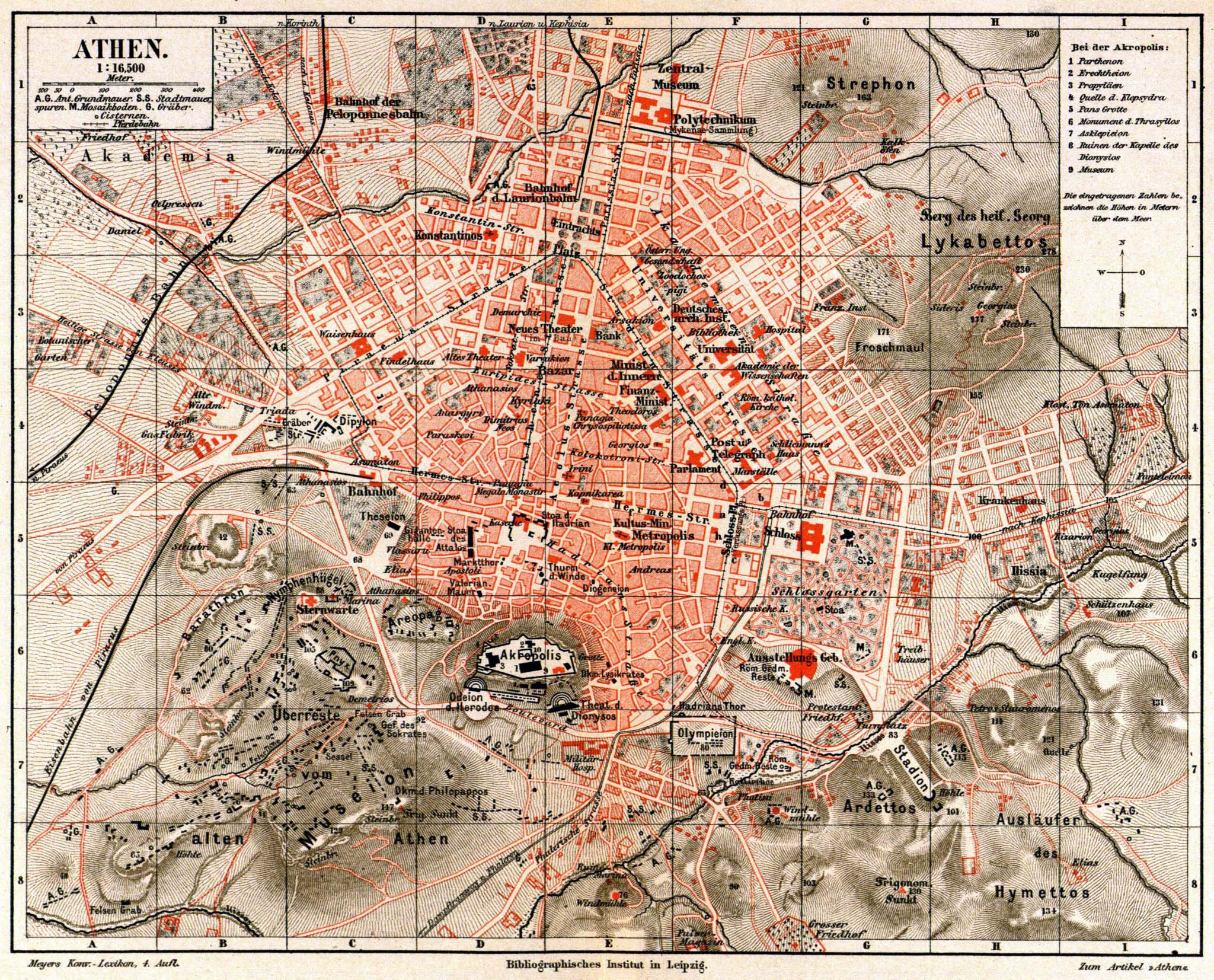
Athènes, 1884.

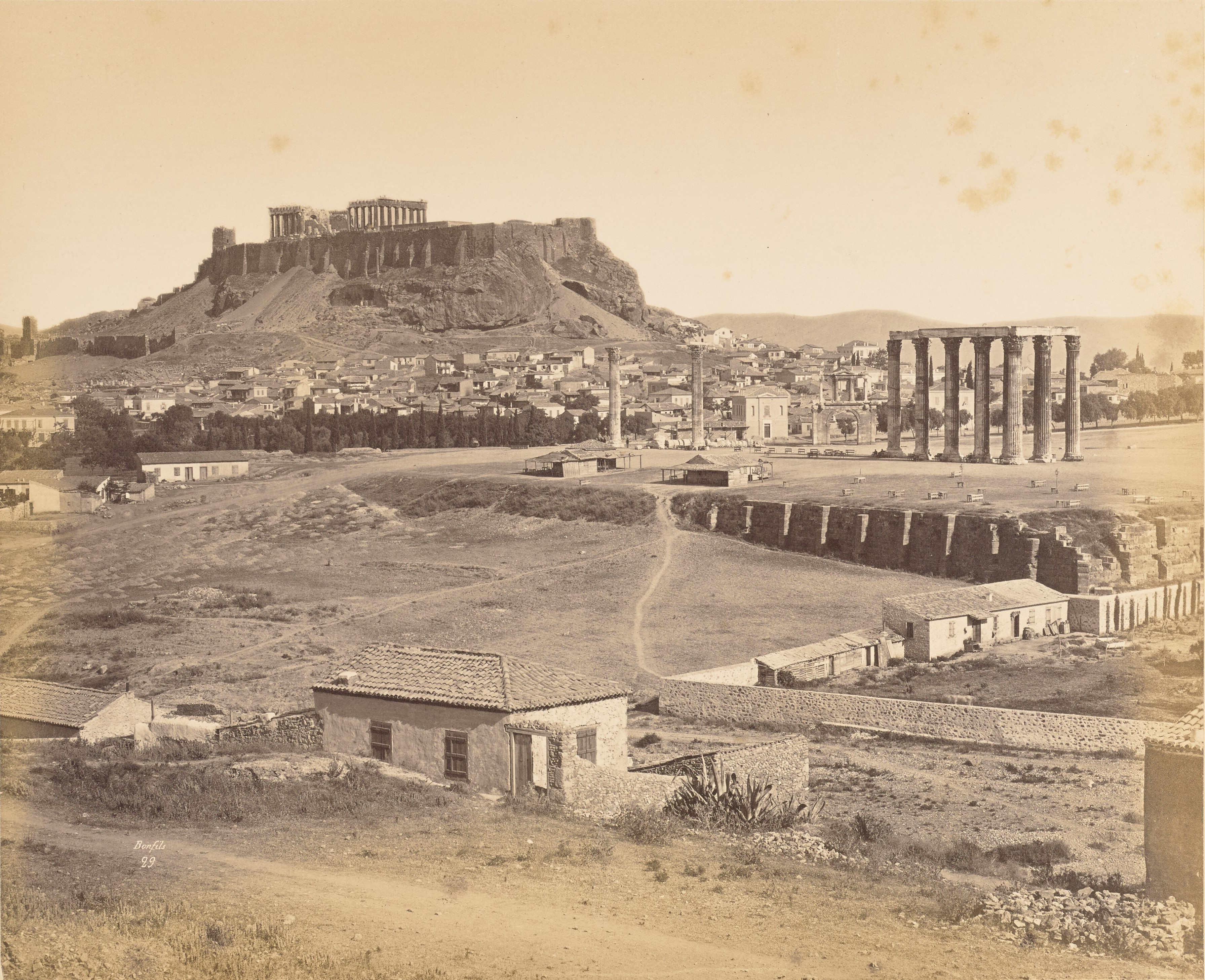
L'Acropole, v. 1865 – 1875.

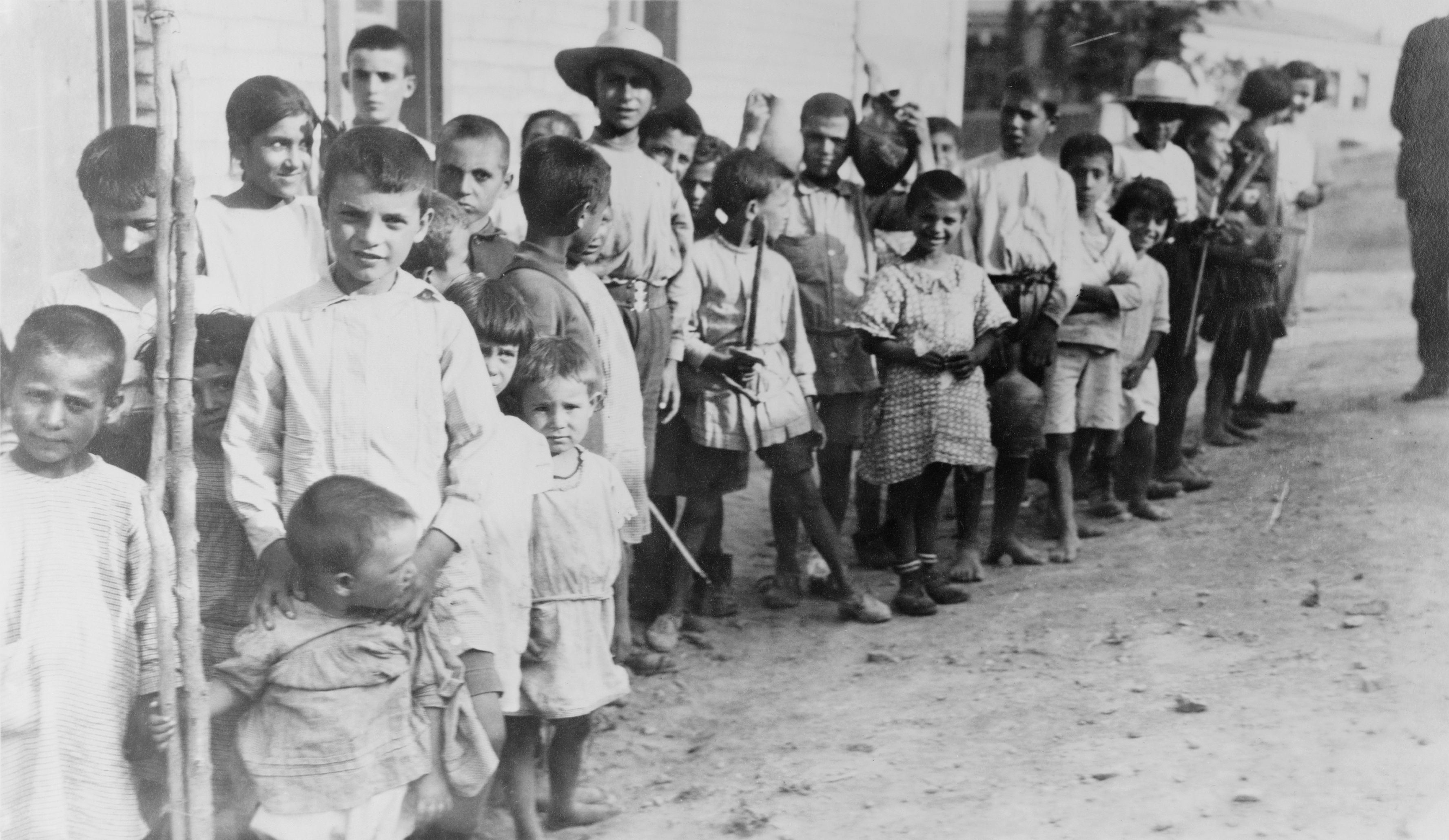
Enfants réfugiés grecs et arméniens près d'Athènes, 1923.

En 1832, Othon Ier de Grèce est proclamé roi de Grèce. Il déclare Athènes la capitale du pays, mais la cité est alors presque entièrement ruinée par la guerre. Assisté de Gustav Eduard Schaubert et de Stamatios Kleanthes, Othon fait recenser les richesses archéologiques de la ville, tracer des cartes topographiques et un cadastre pour le reconstruction : le plan actuel autour de la place Omónia (« Concorde ») date de cette période.
La population d'Athènes est d'environ 12 000 personnes en 1834. Le choix d'Athènes comme capitale grecque est fait pour des raisons historiques et sentimentales, non pour sa grandeur : il y a peu d'édifices datant de la période entre l'époque byzantine et le XIXe siècle. Pendant le règne d'Othon Ier, on construit une ville moderne et des bâtiments publics en style grec classique sont érigés, tout comme des demeures néoclassiques (Villa Malcolm, Maison Proveléggios). Parmi les œuvres les plus connues et réussies, on trouve l'université nationale capodistrienne d’Athènes (1837), la Bibliothèque nationale de Grèce (1842), l'Académie nationale de Grèce (1885), le Zappeïon (1878), le Vieux Parlement (1858), les Jardins nationaux (1840), et l'hôtel de ville (1874).

### XXesiècle
Pendant la Première Guerre mondiale, Athènes est occupée par des troupes franco-britanniques.
La population de la ville explose après la désastreuse guerre contre la Turquie en 1921, quand plus d'un million de réfugiés grecs chassés d'Asie Mineure arrivent en Grèce. Des larges banlieues, comme Néa Ionía ou Néa Smýrni, commencent en tant que simples camps de réfugiés.
Pendant la Seconde Guerre mondiale, Athènes est occupée par les Allemands du 27 avril 1941 jusqu'à l'automne 1944. Les Allemands réquisitionnent toutes les denrées, provoquant systématiquement une famine qui fait de très nombreux morts. Début 1944, des combats opposent la résistance grecque aux forces d'occupation, et aussitôt celles-ci retirées en octobre, la lutte continue entre les forces communistes et les royalistes soutenus par les Britanniques.
Après la guerre, la ville reprend son essor et les Grecs y migrent depuis leurs villages et îles. L'entrée de la Grèce dans l'Union européenne en 1981 entraîne beaucoup d'investissements dans la capitale, mais également l'augmentation des problèmes sociaux et environnementaux. En 1985, Athènes est déclarée capitale culturelle de l'Europe.

## L'Athènes contemporaine
La circulation et la pollution, très intenses, posent un risque aux monuments anciens : les vibrations de la circulation endommageant les fondations, et la pollution de l'air le marbre. Ces problèmes, liés à l'environnement et l'infrastructure, empêchent, en partie, d'y tenir les Jeux olympiques centenaires en 1996.
D'énormes travaux sur l'infrastructure, notamment sur l’aéroport d’Athènes et le métro, ont été entrepris par la ville d'Athènes et le gouvernement grec, avec l'aide de l'Union européenne. La pollution est diminuée en limitant l'accès au centre-ville aux voitures.
Symbole d'un retour aux sources dans le pays originel des Jeux olympiques, la ville est choisie pour les Jeux olympiques d'été de 2004, ce qui augmente encore le tourisme et le prestige international de la ville, tout en étant le moteur de vastes travaux d'infrastructure, augmentant dangereusement un endettement déjà colossal.